# Matthew Seligman
Matthew Seligman (Pentageia, 14 de julio de 1955 - Londres, 17 de abril de 2020) fue un bajista inglés, más conocido por su asociación con la escena musical de la nueva ola de la década de 1980. Fue miembro de The Soft Boys y Thompson Twins, y fue un acompañante de Thomas Dolby. También fue miembro de Bruce Woolley & The Camera Club y The Dolphin Brothers y respaldó a David Bowie en su actuación en Live Aid en 1985. 

## Biografía

### Primeros años
Seligman nació en Chipre, y su familia se mudó a Wimbledon, Inglaterra, ocho meses después de su nacimiento. Influenciado por Paul McCartney, Andy Fraser de Free y Tina Weymouth de Talking Heads, aprendió el bajo. 

### Carrera
Fue miembro fundador de Bruce Woolley y el Camera Club, que también incluía a su amigo Thomas Dolby. Participó en el álbum debut de 1979 de la banda, English Garden, que presentaba una versión de "Video Killed the Radio Star", que Woolley había coescrito con The Buggles. Después de dejar The Camera Club en 1979, se unió a The Soft Boys, reemplazando al bajista fundador Andy Metcalfe, y actuó en su segundo álbum Underwater Moonlight. Los Soft Boys se separaron en 1980, y Seligman luego formó la banda efímera The Fallout Club, que también incluía a Dolby. Después de que The Fallout Club se disolviera después de dos sencillos, Seligman se unió a los Thompson Twins y apareció en su álbum de 1982 Set y su homólogo estadounidense In the Name of Love. Fue despedido de los Thompson Twins más tarde ese año cuando la banda decidió reducirse a un trío. Luego se unió al grupo solista de Dolby y tocó el bajo en sus álbumes The Golden Age of Wireless (1982) y The Flat Earth (1984) y en el sencillo "She Blinded Me With Science". 
Además de su trabajo con Dolby durante la década de 1980, también fue miembro de las bandas Local Heroes SW9 y The Dolphin Brothers. También tocó el bajo en los dos primeros álbumes en solitario de su antiguo compañero de Soft Boys, Robyn Hitchcock.
Como músico de sesión, actuó en álbumes y singles de Stereo MC's, The Waterboys, Sinéad O'Connor, Transvision Vamp, Morrissey, Nan Vernon, Tori Amos, Kimberley Rew y Alex Chilton. En 1985, Seligman y Dolby aparecieron como parte del grupo de apoyo de David Bowie en Live Aid. En 1986, tocó el bajo en el álbum de la banda sonora de Bowie's Labyrinth y en "Absolute Beginners".
En 2002, tocó en el Festival de Shanghái con Snail, junto con Chris Bell y Jonathan Klein, y en 2007 comenzó a trabajar con Fire Escapes. En 2011–12, contribuyó a A Map of the Floating City de Thomas Dolby, que también apareció con él en giras por el Reino Unido y el norte de Europa, en el Blue Note en Tokio en febrero de 2012 y en el Latitude Festival, Suffolk, Reino Unido en julio de 2012. En 2014, con sus compañeros de Fire Escapers Mark Headley y Lucy Pullin, completó la colección Wishing Machine de Magical Creatures, también apareció en vivo en una fiesta de lanzamiento inspirada en William Burroughs en el verano de 2016 en Brighton, Reino Unido. 
Siempre tocó un bajo negro de Fender Jazz como su instrumento de primera elección. Además, ha utilizado un Ibanez con un micrófono de contacto C-ducer integrado en la parte posterior del cuello, cerca de la unión cuello/cuerpo, por su trabajo sin preocupaciones, principalmente con Thomas Dolby, pero también con Peter Murphy y en la colección ambiental Sendai, grabado con el músico de Japón/Hong Kong Jan Linton para el fondo de ayuda por el terremoto de marzo de 2011 en Tōhoku, y lanzado por Entropy Records en 2012.

### Vida personal
Seligman también fue fanático de toda la vida del Fulham FC. Después de toda una vida en el Reino Unido, se mudó a Sendai en el norte de Japón a principios de 2005 y, después de un período de cuatro años en el Reino Unido, regresó allí en julio de 2012. Luego ejerció como abogado de derechos humanos en Londres, donde también residen su hijo Deji y su hija Lily. 

### Muerte
A principios de abril de 2020, Dolby informó que Seligman había sido puesto en coma inducido en el Hospital St George's de Londres, después de haber sido diagnosticado con COVID-19. El 17 de abril, Dolby publicó en su página de Facebook que Seligman había sufrido un "accidente cerebrovascular hemorrágico catastrófico" del que no se esperaba que se recuperara; Seligman murió más tarde ese día.

## Discografía
Seligman actuó en los siguientes álbumes, ya sea como miembro oficial de la banda o como acompañante:
con Bruce Woolley y el Camera Club
- English Garden (1979)

con The Soft Boys
- Underwater Moonlight (1980)
- Nextdoorland (2003)

con Robyn Hitchcock
- Black Snake Diamond Röle (1981)
- Groovy Decay (1982)
- Invisible Hitchcock (1986)

con Thompson Twins
- Set (1982)
- In the Name of Love (1982)

con Thomas Dolby
- The Golden Age of Wireless (1982)
- Blinded by Science (1983)
- The Flat Earth (1984)
- Astronauts & Heretics (1992)
- A Map of the Floating City (2011)

con The Dolphin Brothers
- Catch the Fall (1987)

Como acompañante
- Kimberley Rew - The Bible of Bop (1981)
- Alex Chilton - Live in London (1982)
- The Waterboys - This Is the Sea (1985)
- David Bowie - Labyrinth (1986)
- David Bowie - "Absolute Beginners" (1986)
- Peter Murphy - Love Hysteria (1988)
- Transvision Vamp - Pop Art (1988)
- Morrissey - "Ouija Board, Ouija Board" (1989)
- Stereo MC's - Supernatural (1990)
- Sam Brown - April Moon (1990)
- Tori Amos - Little Earthquakes (1992)
- Stereo MC's - Connected (1992)
- Sinéad O'Connor -  Universal Mother (1994)
- Nan Vernon - Manta Ray (1994)
- The Popguns - Lovejunky (1995)
- The Armoires - Zibaldone (2019)